# جان کنسلر
جان کنسلر (انگلیسی: John Chancellor; ۱۴ ژوئیهٔ ۱۹۲۷ – ۱۲ ژوئیهٔ ۱۹۹۶) روزنامه‌نگار اهل ایالات متحده آمریکا بود. وی بین سال‌های ۱۹۵۲ تا ۱۹۹۳ میلادی فعالیت می‌کرد. وی همچنین برندهٔ جوایزی همچون جوایز امی ساعات پربیننده شده‌است.